# Arieh-Leïb Kacew
Arieh-Leïb Kacew, né le 24 juin 1883 à Trakai, dans l'Empire russe (désormais en Lituanie) ou Vilnius et mort en 1942 à Vilnius (Lituanie), est un homme d'affaires. Il est connu pour être le père de l'écrivain français Romain Gary.

## Biographie
En 1912, Arieh-Leïb (« lion » en hébreu et en yiddish, d'où la francisation en « Léon ») Kacew (« boucher » en yiddish, de l'hébreu katsav, prononcé en polonais [kat͡sɛf]) tient l'atelier et magasin de fourrures familial, rue Niemecka (“Daïtsche Gas”, “ruelle Allemande”) à Vilnius et fait partie de la deuxième guilde des marchands. Il est aussi administrateur de la synagogue de la rue Zawalna. Il fait donc partie de la moyenne bourgeoisie de Vilnius.
Le 28 aout 1912, il se marie avec Mina Owczyńska, fille de Josel (Joseph) Owczyński, née en 1879 à Święciany (Švenčionys en lituanien). Mina Owczyńska est fraîchement divorcée de Reuven Bregsztein, dont elle a un fils, Joseph Bregsztein né en 1902.
Le 21 mai 1914 naît Roman Kacew, futur écrivain sous les noms de Romain Gary et d'Émile Ajar.
Peu après, Arieh-Leïb Kacew est mobilisé dans l'armée russe. Sa femme et son fils quittent Vilnius pour Švenčionys où ils passent quelques mois, puis une mesure générale d'expulsion des Juifs de la zone du front les oblige à vivre plusieurs années en Russie proprement dite.
En 1921, Arieh-Leïb Kacew est démobilisé et rejoint le foyer familial. En 1925, il quitte Mina pour une autre femme, Frida Bojarska, avec qui il a deux enfants, Valentina (1925) et Pavel (1926). Le divorce d'Arieh-Leïb et de Mina est prononcé en mai 1929. Il se remarie presque aussitôt avec Frida (les quatre membres de la nouvelle famille Kacew meurent durant la Seconde Guerre mondiale).
En 1933, il revoit son fils Roman à Varsovie. Les années suivantes, il en finance probablement les études parisiennes.
Arieh-Leïb Kacew est lui-même le fils de Fajwusz Dawid (aussi connu comme Lejba, Leon, Leibas, Leib) Kacew, né vers 1852[source insuffisante], et de Rywka-Złata Fiszela, morte en 1909 à Vilnius[source insuffisante]. Le couple a eu trois enfants, Arieh-Leïb étant le cadet. Son frère Borush Kacew est né le 27 octobre 1888 à Vilnius[source insuffisante], sa sœur Berta Kacew est née en 1887 à Vilnius[source insuffisante].